# Palawanomys furvus
Palawanomys furvus є видом пацюків з Філіппін.

## Середовище проживання
Вид зареєстрований лише за типовою серією з гори Манталінгаджан, острів Палаван (Філіппіни) на висоті приблизно 1370 метрів. Це гірський вид, який зустрічається на середній і великій висоті.

## Загрози
Його передбачуване середовище проживання (гірський ліс) наразі не перебуває під загрозою.